# Fernsehpitaval: Der Fall Hugo Stinnes jr.
Der Fall Hugo Stinnes jr. ist ein Kriminalfilm der Reihe Fernsehpitaval des Deutschen Fernsehfunks von Wolfgang Luderer aus dem Jahr 1960.

## Handlung
Nach dem Tod seines Vaters Hugo Stinnes 1924 erbt dessen Sohn Hugo Stinnes jr. als Haupterbe über 1500 Unternehmen mit etwa 3000 Fabriken, nachdem er bereits rechtzeitig von ihm in die Details der Betriebsabläufe eingeweiht worden war. Um den Besitz seiner Familie noch zu mehren, macht Hugo Stinnes jr. an der Börse mit diversen Aktienkäufen große Gewinne.
Mit betrügerisch angelegten Transaktionen aufgekaufter Kriegsanleihen geht er aber etwas zu weit mit seinen Aktivitäten. In der Hoffnung, die 10 % Aufwertung zu kassieren, besorgt er sich in Paris über seinen Privatsekretär Wolf von Waldow gefälschte Bankzertifikate. Der zu erwartende Gewinn beträgt mehrere Millionen Reichsmark, die das Deutsche Reich zahlen muss. Von Waldow fällt auf die betrügerischen Machenschaften seines Verhandlungspartners Justizrat Hoeck herein, der sich außerdem auch noch mit seiner Geliebten Madelaine Grosch vergnügt.
Im Jahr 1928 wird die Angelegenheit in der Öffentlichkeit ruchbar und Hugo Stinnes jr. wird im August wegen groß angelegten Betrugs mit Kriegsanleihen vor einen Untersuchungsrichter zitiert. Hier streitet er ab, von einer Fälschung und dem Betrug je gewusst zu haben. Nach einem längeren Verhör erkundigt sich Stinnes, ob es Vergünstigungen gibt, wenn er die Anklagepunkte bestätigen würde, was aber abgelehnt wird. Trotzdem gibt er plötzlich zu, bereits seit Dezember 1926 zu wissen, dass das ganze Geschäft mit den Anleihen auf Betrug und Schwindelei basiert. Nach diesem Geständnis wird der reichste Mann Deutschlands umgehend inhaftiert und in Berlin vor Gericht gestellt. Später wird Stinnes erklären, dass er dieses Geständnis nur abgegeben hat, um einer Verhaftung zu entgehen.
Der berühmte Rechtsanwalt Max Alsberg schafft es die Freilassung Hugo Stinnes jr. zu erreichen. Da es aber einen Schuldigen geben muss, wird der Privatsekretär Wolf von Waldow verurteilt.

## Produktion und Veröffentlichung
Der Fernsehfilm erschien als 4. Folge der Filmreihe Fernsehpitaval und wurde am 24. April 1960 zum ersten Mal im DFF gesendet.
Das Buch wurde von Friedrich Karl Kaul, der auch die verbindenden Texte spricht, und Walter Jupé anhand authentischer Gerichtsakten verfasst. Für die Dramaturgie war Aenne Keller verantwortlich.